# Asterella viridis
Asterella viridis là một loài rêu trong họ Aytoniaceae. Loài này được Lehm. & Lindenb. Grolle mô tả khoa học đầu tiên năm 1966.